# La Pandilla (The Clique)
The Clique es el primer libro de la serie literaria The Clique para adolescentes publicada en EE. UU. y Canadá por la escritora Lisi Harrison en la editorial Little Brown and Company.
Hasta el momento se han publicado catorce novelas que han causado gran éxito en el público infantil.
En 2007 Warner Brothers anunció que había comprado los derechos de La Pandilla para crear una serie de televisión. En el último momento, Lisi Harrison y los productores, decidieron cancelar el proyecto televisivo para llevar el producto directamente a su estreno en DVD.
La edición estadounidense salió a la venta el 5 de mayo del 2004. Se han realizado apataciones de la serie, que incluyen audiolibros y videojuegos. La Película basada en el libro contó con la direcció de Michael Lembeck y tuvo críticas tanto positivas como negativas dentro del cine.

## Argumento
Narra la vida de cinco chicas: Massie Block, Alicia Rivera, Dylan Marvil Kristen Gregory y Claire Lyons, juntos conforman el Comité Pretty, una camarilla de alfas en la escuela secundaria para chicas de clase alta, Octavian Country Day. Claire es una chica inadaptada de Orlando que trata de encajar en el Comité Pretty. Massie Block, es la jefa del grupo, mientras que Claire una recién llegada a la zona, se considera inicialmente "una chica pobre" debido a su situación financiera y de la moda. A medida que la serie avanza, se desarrolla lentamente una amistad con Massie, y con el tiempo se convierte en una miembro del grupo.

## Personajes
- Massie Block:

Con su precioso cabello castaño y su línea sonrisa de blanqueado láser. Massie es la jefa de la clique y de la escena social en Octavian Contry Day, una exclusiva escuela privada para chicas en Estados Unidos.
- Datos: Q1213050